# Ján VII. Druget
Jan VII. Druget(h) (maďarsky VII. Drugeth János) byl uherský šlechtic z humenské větve rodu Drugetů. 

## Život
Měl rodiče Šimona I. a Žofii Bebekovou. Jeho manželka Kristýna Zápolská mu porodila sedm dětí: František II., Jiří I., Gabriel I., Imrich I., Antonín I., Štěpán IV. a Kateřina.
Do dějin rodu se zapsal tím, že v roce 1492 napadl spolu se svým bratrem Gašparem I. kartuziánský klášter v Lechnici. Mnichy tohoto kláštera přepadli a ukradli jim klášterní cennosti. Nevíme, jak skončilo celé šetření tohoto případu. Jistou satisfakci však provedli v roce 1505, když oba darovali paulínům v Užhorodě jezero s názvem Horgastót. Kromě toho darovali klášteru i velké cennosti po předcích. Zemřel v roce 1526.
O jeho manželce Kristýně se nám zachovala zpráva, podle níž paulíni z Budína, kde měli svůj klášter zasvěcený svatému Vavřinci, dali všechny své cennosti z opatrnosti před nájezdem Turků (především vzácné bohoslužebné předměty), uschovat hraběnce Kristýně Drugetové, v té době už vdově. Když už nebezpečí pominulo, nevíme z jakého důvodu, ale Drugetové uložené předměty nevraceli. Proto byli pozváni před královskou kurii. Když se vzniklý problém nevyřešil, poslal leleský probošt Gregor v roce 1550 list králi Ferdinandovi se žádostí, aby celou věc vyřešil on. Věc se přesto nějak neřešila. K vyřešení se dospělo až v roce 1569, když se Drugetové dohodli s proboštem Michalem, že spor zruší, a že budou během pěti let splácet po 2000 uherských forintů.